# Tom Hodgkinson
Tom Hodgkinson (Newcastle, 1968) è uno scrittore britannico.

## Biografia
Si è formato alla Westminster School, e ha collaborato con vari articoli a importanti testate giornalistiche quali The Sunday Telegraph, The Guardian e The Sunday Times e, parallelamente alla direzione della rivista The Idler (L'ozioso), Hodgkinson ha scritto due libri: L'ozio come stile di vita (titolo originale: How to be idle. Anno 2005) e La libertà come stile di vita (titolo originale: How to be free. Anno 2006).

## Pubblicazioni in italiano
- L'ozio come stile di vita. titolo originale How to be idle, traduzione di Carlo Capararo -	Milano - Rizzoli - 2005
- La libertà come stile di vita, titolo originale How to be free, traduzione di Ilaria Katerinov - Milano - Rizzoli - 2007
- Oziando si impara, titolo originale The idle parent, traduzione di Carlo Capararo - Milano - Rizzoli - nov 2009

| Controllo di autorità | VIAF (EN) 79545318 · ISNI (EN) 0000 0001 0919 5236 · Europeana agent/base/75098 · LCCN (EN) n96121046 · GND (DE) 129756733 · BNE (ES) XX1746382 (data) · BNF (FR) cb17708777s (data) · J9U (EN, HE) 987007312039005171 · NDL (EN, JA) 01034562 |